# Ion-Dragoș Popescu
Ion-Dragos Popescu (n. 11 mai 1976, Târgoviște, Dâmbovița, România) este un senator român, ales în 2020 din partea PLUS. 